# Banco Central de los Estados de África Occidental
El Banco Central de los Estados de África Occidental o BCEAO (abreviatura a partir de su nombre en francés, Banque centrale des États de l'Afrique de l'Ouest), es una institución pública internacional que agrupa los ocho países de África Occidental miembros de la Unión Económica y Monetaria de África Occidental.

## Países miembros
Los países miembros son:
- Benín
- Burkina Faso
- Costa de Marfil
- Guinea Bissau (desde el 2 de mayo de 1997)
- Malí
- Níger
- Senegal
- Togo

## Funciones
Creado en 1962 por el Tratado de la Unión Monetaria de África Occidental, se encuentra a cargo, de acuerdo con los bancos centrales nacionales de los países miembros, de:
- La emisión de moneda, el Franco CFA (código monetario: XOF), que es de curso legal en los países miembros de la UEMOA.
- La aplicación de la política monetaria común.
- La fijación de los tipos de interés.
- La gestión y control de las reservas a cargo, así como de la deuda exterior.
- La legislación bancaria y financiera de los Estados miembros de la Unión.
- La asistencia a los Estados miembros de la Unión en sus relaciones con instituciones financieras y monetarias internacionales.

## Franco CFA
Por un acuerdo monetario con Francia, el Franco CFA de la BCEAO fue convertible con el franco francés hasta finales de 1999, estando fijado mediante un tipo fijo (revisable) garantizado por el depósito del BCEAO de un fondo de reserva en el Tesoro francés, constituido por las aportaciones de los bancos centrales nacionales de cada país miembros del UEMOA.
Al finalizar 1999, habiendo reemplazado el euro al franco francés, el acuerdo monetario con Francia se mantuvo, contando con el acuerdo a su vez del Banco Central Europeo. No obstante, se redefinió un nuevo tipo fijo del Franco CFA con el euro, si bien se mantuvo la garantía de Francia bajo ciertas condiciones por el Banco de Francia, entre ellas el mantenimiento del fondo de reserva en el Tesoro francés.
A pesar de lo anterior, el BCEAO es libre de crear reservas suplementarias (en metal o en divisas) en otros bancos centrales, con el objeto de facilitar el comercio internacional y disponer de reservas adicionales en otras divisas diferentes del euro.

## CFA Digital
En agosto de 2025, la BCEAO anunció el lanzamiento del e-CFA y la creación de una plataforma de pagos instantáneos denominada "Pi-Spi".

## Sede
La sede del BCEAO está en Dakar, Senegal. Su gobernador es, desde el 30 de mayo de 2011, Koné Tiemoko Meyliet, quien sucedió al costamarfileño Philippe-Henri Dakoury-Tabley, nombrado el 17 de enero de 2008. Este sucedió a su compatriota Charles Konan Banny, quien había ocupado el puesto desde 1990 hasta 1993 de modo interino tras la dimisón del también costamarfileño Alassane Dramane Ouattara, quien obtuvo el cargo de primer ministro, antes de ser titular del cargo en 1994. Elegido él también primer ministro de Costa de Marfil en 2005, Charles Konan Banny cedió el puesto interinamente al burkinabé Justin Damo Baro. Este no obtuvo finalmente el cargo en titularidad, en virtud de un acuerdo tácito según el cual el puesto de gobernador debe recaer sobre el país con la mayor masa financiera, que era entonces Costa de Marfil.